# بخش پلیوسکی
بخش پلیوسکی (به لاتین: Plyussky District) یک منطقهٔ مسکونی در روسیه است که در استان پسکوف واقع شده‌است.